# Samuel Ehrencrona
Samuel Ehrencrona, tidigare Hammarin och Hammarstedt, född 1637, död okänt år, var en svensk ämbetsman.

## Biografi
Samuel Ehrencrona föddes 1637. Han var son till kyrkoherden Ericus Benedicti Hammarinus i Ovansjö församling och Barbro Gammal. Ehrencrona blev 10 april 1651 student vid Uppsala universitet och arbetade sedan från 15 oktober 1658 som auskultant i Göta hovrätt. Han blev 31 oktober 1661 aktuarie vid hovrätten och 16 februari 1670 blev han sekreterare. Ehrencrona adlades 23 september 1675 tillsammans med morbrodern Olof Gammal Ehrencrona och brodern Erik Ehrencrona under namnet Ehrencrona och introducerades tillsammans med dem i Sveriges Riddarhus som nummer 879. Han blev 23 december 1676 häradshövding i Gäsene härad och 13 april 1677 assessor i Göta hovrätt. Ehrencrona arbetade sedan som häradshövding i Marks och Bollebygds härader. Han avled före mars 1693.

### Familj
Ehrencrona var gift med styvkusinen Elisabet Beata Hulthenia, dotter till assessorn Johan Nilsson Hulthenius och Aleta Persdotter. De fick tillsammans barnen överstelöjtnanten Johan Vilhelm Gammal Ehrencrona (1669–1718), assessorn Gustaf Gammal Ehrencrona (1670–1744), Magdalena Ehrencrona (1672–1711) som var gift med professorn Jonas Billovius vid Uppsala universitet, landshövdingen Erik Gammal Ehrenkrona (1673–1737), Beata Christina Ehrencrona (1675–1745) som var gift med överstelöjtnanten Gudmund Lindencrona, Birgitta Elisabet Ehrencrona (1676–1712) och kaptenen Olof Bengt Gammal Ehrencrona (1685–1753) vid Kalmar regemente.